# Länsväg U 826
Länsväg 826 eller egentligen Länsväg U 826 är en övrig länsväg i Sala kommun i Västmanlands län som går mellan Riksväg 70 vid småorten Rosshyttan och tätorten Möklinta. Vägen är 14 kilometer lång, asfalterad och passerar bland annat genom byarna Nässelbo, Valsätra och Leckenbo.
Hastighetsgränsen är till större delen 70 kilometer per timme förutom i småorten Rosshyttan samt en kortare sträcka i tätorten Möklinta där den är 50.
Inom tätorten Möklinta heter vägen Hammarbyvägen.
Vägen ansluter till:
- Riksväg 70 (vid Rosshyttan)
- Länsväg U 827 (vid Rosshyttan)
- Länsväg W 704 (vid Berga)
- Länsväg U 828 (vid Valsätra)
- Länsväg U 829 (vid Leckenbo)
- Länsväg U 830 (vid Möklinta)
- Länsväg U 833 (vid Möklinta)